# ムラカ動物園
マラッカ動物園 (マラッカどうぶつえん、マレー語: Zoo Melaka) はマレーシアのマラッカにある動物園である。

## 概要
動物園の総面積は22haであり、合計215種1200頭以上の動物が飼育されている。マラッカ動物園はマレーシア国立動物園 (Zoo Negara) に次いで国内で二番目に大きい動物園である。2007年、Visit Malaysiaというキャンペーンが行われ、マラッカ動物園に619,194人が訪れ、最大集客記録となった。

## 歴史
1963年にマレーシア国立動物園と同時期に開園したが、1979年にマレーシア野生動物・国立公園庁が管理を行うようになるまで公立の動物園ではなかった。公立化が行われたことで動物園の機能が強化され、公立のサービスは年々改善されている。マラッカ動物園は1987年に当時の首相であったマハティール・ビン・モハマドにより公立化が行われるまで野生動物の救助拠点となっていた。公立の動物園となって長い月日が立つものの、当初の役割であった救助拠点や動物の聖域としての役割は現在も変わらず果たしている。動物園では多くの鳥、 両生類、爬虫類、哺乳類、昆虫などを飼育しており、ウル・クランにある国立動物園についで国内で2番目に大きい動物園となっている。

## 運営
マラッカ動物園はレッドリスト指定動物であるスマトラサイの展示を行ったマレーシア初の動物園である。マラッカ動物園では海外の動物も飼育しており、現在動物園ではシロサイ、アジアゾウ、レッサーパンダ、ガウル、カモシカ、リスザル、インドニシキヘビ、オオカミ、モウコノウマ、ミドリニシキヘビ、キリン、ルリコンゴウインコ、 インドシナトラ、マレートラなどを見ることができる。
現在ではマラッカ動物園はマラッカ観光の目玉の一つであり、公式の観光サイトにおいても紹介されている。現在、マラッカ動物園には毎年400,000人、1日平均1,093人の人々が観光に訪れる。しかし、2007年にはキャンペーンが行われた結果、年間619,194人、1日平均1,619人とおよそ1.5倍の人々が観光に訪れた。これは開園以来最多記録であり、3,990,000RM (886,666アメリカ合衆国ドル) 、1日平均130,000RMの収益を挙げた。標識を付けた外国の植物や国内の希少な植物を植え多雨林のような環境の再現も行なっており、気温が高い日が続く中動物にとって健康的で涼しく快適な環境の維持も行なっている。また、交通機関との連携サービスも行なっており、動物園のチケットを利用することでトラムを使用して他の場所に行く際に2.00 RMの割引が行われる。また、動物園にはミニサファリの物見櫓付近にA&Wや カフェテリアなどの飲食施設がある。

## 育成計画
マラッカ動物園は絶滅危惧種の個体数増加を促進するため繁殖に関していくつかのプログラムを実行している。
マレートラ (Panthera Tigris Malayenis) がトラの亜種として発見されて以降、動物園は40頭のトラの子供を育て上げアメリカ合衆国など世界の様々な地域に提供している。Mek Degongとその番であるAwang Relakは2004年にサンディエゴ動物園に寄贈された。この他、国内外の動物園に提供される場所が決定されるまで一時的に留め置かれる動物の聖域として使用されている。

## アトラクション
動物園のアトラクションとしては以下のようなものがある。
- ミニサファリ[14]
- 複数の動物によるショー[15]
- ゾウのショー
- ゾウ、ウマ乗り
- 出口付近の売店
- 夜の動物園[16]

## 位置
マラッカ動物園はマラッカ州の入口にあるLebuh Ayer Kerohの傍のAyer Kerohという街にある。マラッカからは約13kmの地点である。マラッカ動物園はAyer Kerohワニ飼育園やマラッカ国際貿易センター、サアド財団大学、マラッカ市立医科大学などに隣接している。高速道路にはミナンカバウデザインの目立つ案内板がある。

## ギャラリー

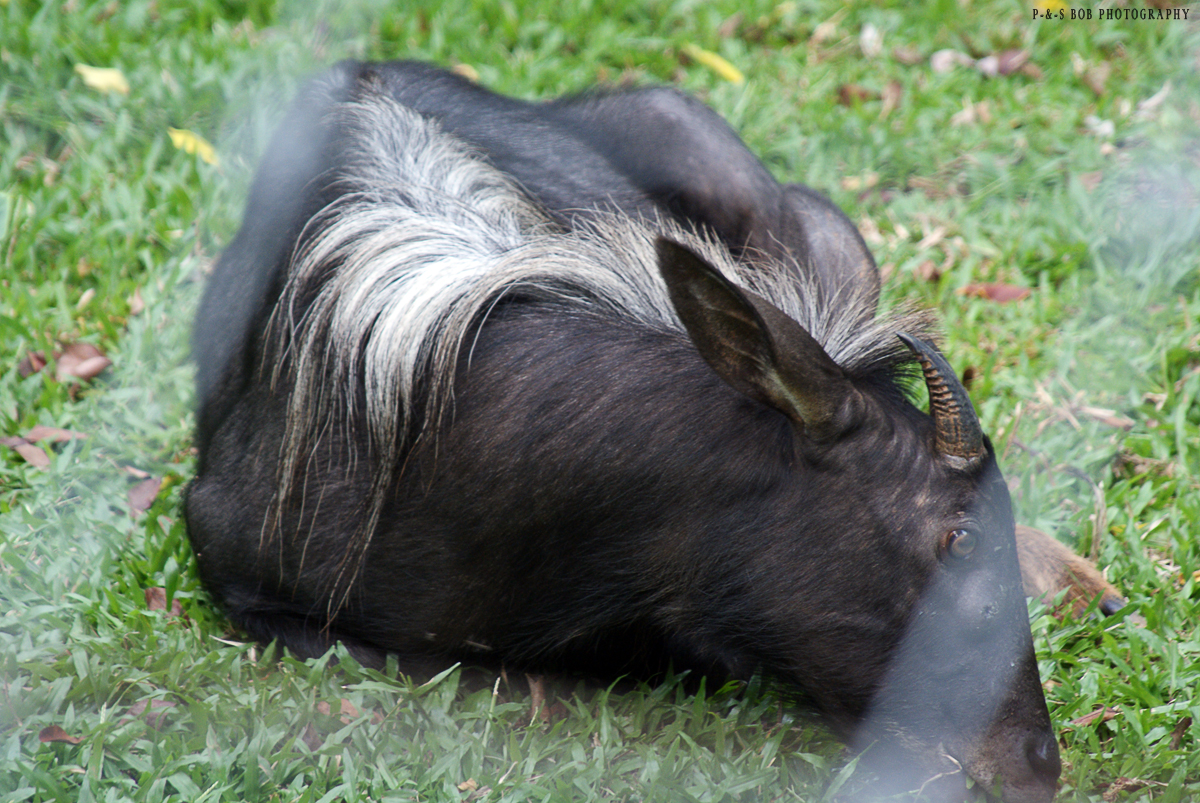
スマトラカモシカ
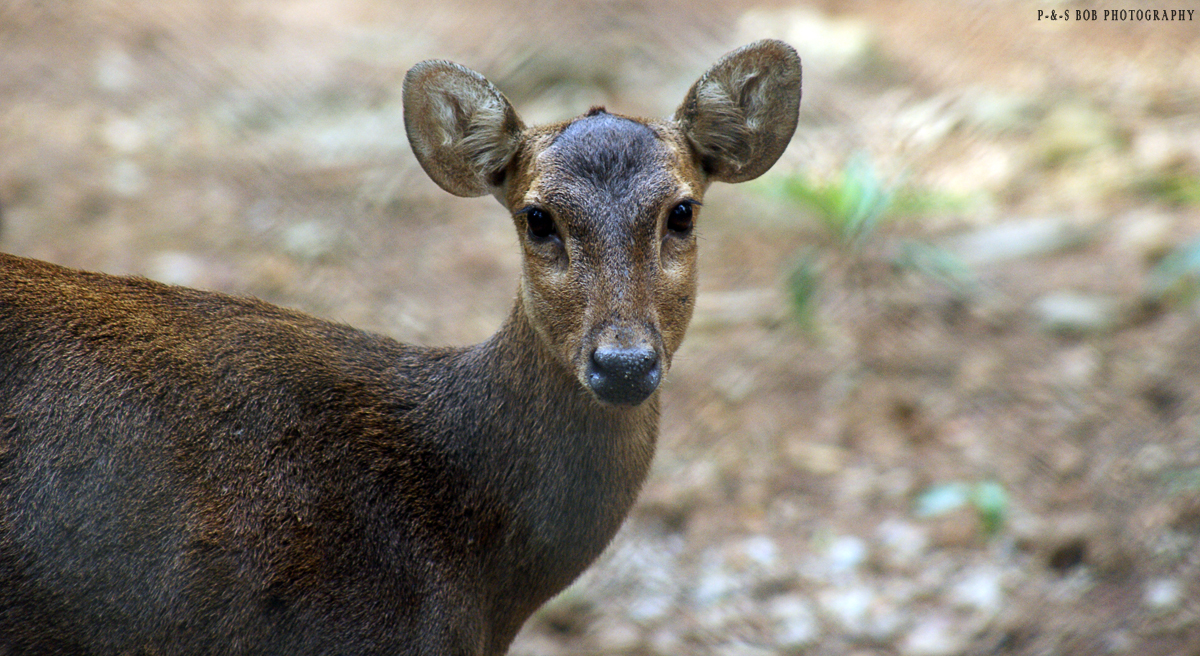
アクシスジカ
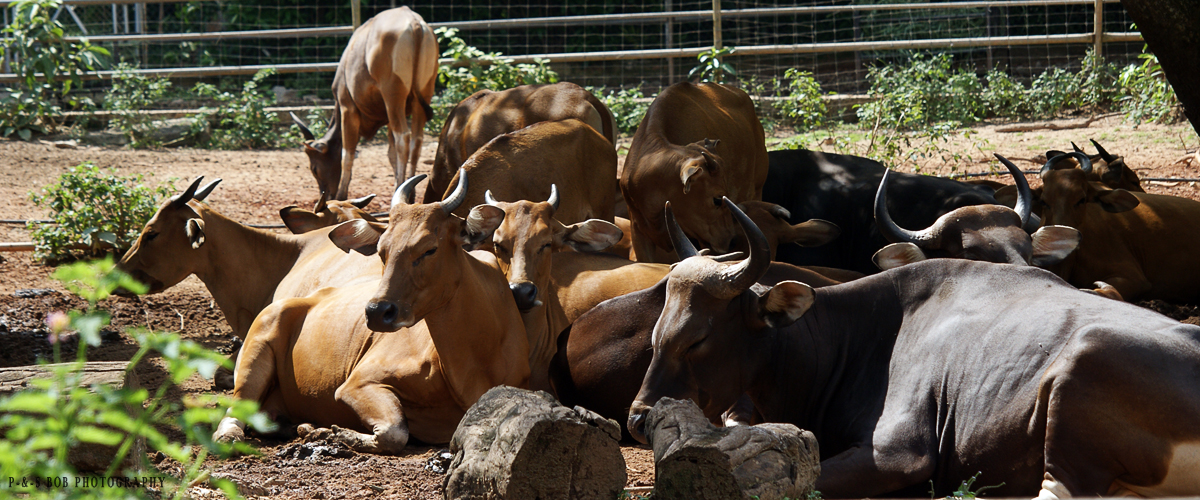
バンテン
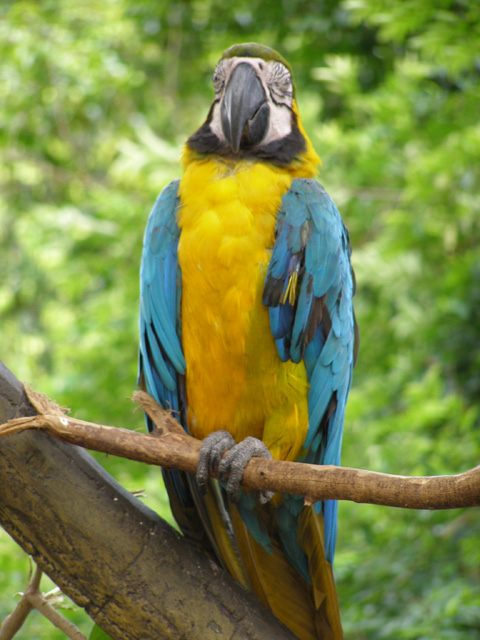
ルリコンゴウインコ